# Pseudochromis omanensis
Pseudochromis omanensis, thường được gọi là cá đạm bì Oman, là một loài cá biển thuộc chi Pseudochromis trong họ Cá đạm bì. Loài này được mô tả lần đầu tiên vào năm 1993.

## Phân bố và môi trường sống
P. omanensis phân bố ở khu vực phía tây Ấn Độ Dương. Đây là loài đặc hữu của Oman và chỉ được tìm thấy ở vùng biển phía tây và nam của quốc gia này. P. omanensis cũng được ghi nhận tại quần đảo Socotra. Loài này thường sống xung quanh những khu vực có nhiều rạn san hô hoặc những mỏm đá ngầm, ở độ sâu khoảng 11 – 15 m.
Có rất ít thông tin về P. omanensis. Vì thế mà chúng được xếp vào danh mục Loài thiếu dữ liệu.

## Mô tả
P. omanensis trưởng thành dài khoảng 12 cm. P. omanensis có 2 biến thể màu sắc. Biến thể thứ nhất, thân của nó có màu nâu cam và bụng màu đỏ cam. Thường có một dải đen kéo dài từ môi trên, băng qua mắt, đến hết thân trên. Có đốm xanh viền đen ở nắp mang và các lằn xanh lơ trên má. Biến thể thứ hai có màu nâu rất sẫm với các chấm nhỏ li ti màu xanh lơ ở thân sau và cuống đuôi. Vây ngực màu đỏ và vây đuôi thỉnh thoảng có màu vàng. Mống mắt màu đỏ. Vây đuôi của loài này được bo tròn.
Số gai ở vây lưng: 3; Số vây tia mềm ở vây lưng: 29 - 31; Số gai ở vây hậu môn: 3; Số vây tia mềm ở vây hậu môn: 19 - 20; Số vây tia mềm ở vây ngực: 18 - 20.
Thức ăn của P. omanensis có lẽ là rong tảo và các sinh vật phù du nhỏ. Thường sống đơn độc hoặc thành đôi vào mùa sinh sản. P. omanensis được đánh bắt để phục vụ cho ngành thương mại cá cảnh.